# Facultad de Ingeniería del Ejército
La Facultad de Ingeniería del Ejército «Grl. Div. Nicolás Manuel Savio» es una unidad académica de la Universidad de la Defensa Nacional de Argentina.
Su sede se encuentra en Avenida Cabildo 15, ciudad de Buenos Aires y depende de la Dirección General de Educación del Estado Mayor General del Ejército.

## Historia
Esta facultad tiene como antecedente a la Escuela Superior Técnica creada en 1930 por el teniente coronel Nicolás Manuel Savio del Ejército Argentino.
En 2018 la Universidad de la Defensa Nacional creó la «Facultad de Ingeniería del Ejército», sobre la base de la Escuela Superior Técnica. El jefe del Ejército decidió imponer su nombre que recuerda al fundador.
En 2020 la Facultad fabricó barbijos y respiradores para las Fuerzas Armadas y la salud pública, en el marco de las medidas sanitarias de la pandemia de COVID-19.